# Фридрих Август (Вюртемберг-Нойенщат)
Вижте пояснителната страница за други личности с името Фридрих Август.
Фридрих Август фон Вюртемберг-Нойенщат (на немски: Friedrich August von Württemberg-Neuenstadt; * 17 март 1654, Нойенщат ам Кохер; † 6 август 1716, Гохсхайм) е от 1682 до 1716 г. херцог на Вюртемберг и вторият херцог от страничната линия Вюртемберг-Нойенщат.

## Живот
Той е първото дете на Фридрих (1615 – 1682), който през 1649 г. основава страничната линия Вюртемберг-Нойенщат, и съпругата му принцеса Клара Августа фон Брауншвайг-Волфенбютел (1632 – 1700), дъщеря на херцог Август II Млади фон Брауншвайг.
От 1674 г. Фридрих Август участва във Френско-Нидерландската война (1672 – 1678). Преди да свърши войната баща му го извиква обратно.
Фридрих Август се жени на 9 февруари 1679 г. за графиня Албертина София Естер фон Еберщайн (* 20 май 1661, † 24 май 1728), дъщеря на граф Казимир фон Еберщайн (1639 – 1660) и Мария Елеонора фон Насау-Вайлбург (1636 – 1678). Тя занася последните фамилни собствености на Еберщайните в брака си. Те живеят от 1682 г. в дворец Гохсхайм, имат 14 деца, но нямат жив мъжки наследник.
През 1682 г. след смъртта на баща му Фридрих Август поема управлението. През 1701 г. той разширява фамилната гробница в църквата „Св. Николай“ в Нойенщат, където вече са погребани родителите му, част от братята и сестрите му и осем от децата му. 
Херцог Фридрих Август умира на 6 август 1716 г. в Гохсхайм от дизентерия. Гробът му се намира в църквата „Св. Мартин“ в Гохсхайм, до съпругата му, която умира през 1728 г. Понеже няма мъжки наследник той е последван от брат му Карл Рудолф.
- Граф-Еберщайн-дворец в Гохсхайм
- Алианц герб на Вюртемберг-Нойенщат/Еберщайн на двореца в Гохсхайм в Крайхтал

## Деца
Фридрих Август има със съпругата си Албертина София Естер фон Еберщайн 14 деца, но нямат жив мъжки наследник:
1. Фридрих Казимир (1680)
2. Лудвиг Фридрих (1681)
3. дъщеря (*/† 1683)
4. Фридрих Самуел (1684)
5. дъщеря (*/† 1685)
6. Август Фридрих (1687)
7. Карл (1688 – 1689)
8. Адам (1690)
9. Августа София (1691 – 1743), омъжена 1709 г. за Фридрих Еберхард фон Хоенлое-Кирхберг (1672 – 1737), бракът е бездетен
10. Елеонора Вилхелмина Шарлота (1694 – 1751), не се омъжва и няма деца
11. дъщеря (*/† 1695)
12. син (*/† 1697)
13. Фридерика (1699 – 1781), не се омъжва и няма деца
14. Фридрих (1701)